# Кусу

33°17′0″ пн. ш. 131°9′5″ сх. д. / 33.28333° пн. ш. 131.15139° сх. д.
Кусу (яп. 玖珠町) — містечко в Японії, в повіті Кусу префектури Ойта.